# Маркел Лаврівський
Марке́л Лаврі́вський (також Маркил Лаврівский, Лавровський; пол. Marceli Ławrowski, нім. Marzell Lawrowski von Plöcken; 28 жовтня 1856, с. Себечів — 14 квітня 1927, м. Відень) — австрійський військовик українського походження, фельдмаршал-лейтенант австро-угорської армії.

## Життєпис
Народився 28 жовтня 1856 року в с. Себечів на Сокальщині в сім'ї греко-католицького священника Діонізія Лаврівського і його дружини Марії з дому Мохнацька.
Випускник військової колегії в Санкт-Пельтен і Терезіанської військової академії у Вінер-Нойштадт.
Перебував на службі в австро-угорській армії в 1879—1919 роках: ад'ютант батальйону і офіцер озброєння в 10 Полку піхоти в Перемишлі в 1880—1883 роках, командир батальйону в 47 Полку піхоти в Горіції в 1901—1907 роках, командир 77 Полку піхоти в Перемишлі в 1910—1914 роках, командир 11 Гірської бригади в Тузлі (воював на сербському фронті) в 1914—1916 роках, як командир 94 Дивізії піхоти (квітень 1916 — грудень 1917) воював на Італійському фронті (Битва при Капоретто).
Помер 14 квітня 1927 року у Відні. Похований на цвинтарі Нойштіфте Фрідгоф у районі Веринг (Відень).

## Звання
- Поручник (1879)
- Надпоручник (1884)
- Капітан II класу (1890)
- Капітан І класу (1896)
- Майор (1901)
- Підполковник (1907)
- Полковник (30.05.1910)[8]
- Генерал-майор (25.08.1914)[8]
- Фельдмаршал-лейтенант (24.08.1917)[8]

## Нагороди і відзнаки
- Шляхетський титул Edler von Plöcken (1917)[6];
- Хрест Військових Заслуг II класу (1916/17)[1];
- Хрест Військових Заслуг III класу[9];
- Орден Залізної Корони II класу (Австро-Угорщина, 1915)[10];
- Орден Залізної Корони III класу (Австро-Угорщина)[9];
- Лицарський хрест ордена Леопольда (Австро-Угорщина, 1914)[11];
- Командорський хрест ордена Леопольда (Австро-Угорщина)[9];
- Хрест «За вислугу років» II класу[9];
- Бронзова медаль «За військові заслуги» на червоній стрічці[9];
- Ювілейна пам'ятна медаль 1898[9];
- Ювілейний хрест (1908)[9];
- Пам'ятний хрест 1912/13[9].

## Родина
Маркел Лаврівський походив з давнього священичого роду Лаврівських (Лавровських). Його батько о. Діонізій Лаврівський (1822—1881) і всі діди були священниками Перемишльської греко-католицької єпархії. Був племінником українського культурного і політичного діяча, судді і посла Галицького сейму Юліана Лаврівського.